# 昭和47年台風第20号
昭和47年台風第20号（しょうわ47ねんたいふうだい20ごう、国際名：ヘレン/Helen）は、1972年9月に和歌山県に上陸し、日本列島に大きな被害を出した台風である。

## 概要
| 進路図 |  | 台風により座礁した漁船 |
| 進路図 |  | 台風により座礁した漁船 |

1972年9月13日に沖ノ鳥島の南500kmで発生した台風20号は、勢力を強めながらゆっくり北西に進み、沖大東島の南海上にて進路を北に転じて北上。16日18時30分頃に紀伊半島潮岬付近に上陸した。その後は三重県、岐阜県西部を経て富山湾から日本海へと抜けた。
この台風は、1959年に東海地方などに壊滅的な被害を出した伊勢湾台風と、本州上陸までの経路や上陸地点、上陸時間帯などが類似していたという特徴もあり、伊勢湾台風と同様、伊勢湾で高潮が発生し、愛知県名古屋市でも家屋の浸水などの被害が出た。

## 被害
この台風により、全国で死者85人・負傷者157人の人的被害が確認されたほか、146,547棟の住家が浸水し、4,213棟の建物が損壊、322隻の船舶が被害を受けた。
個別の大きな被害では、東京都八丈島の八重根港の沖合で、強風を避けるために避難していた漁船2隻が次々と転覆。死者、行方不明者26人を出した。